# 鶴太郎のギャグハラスメント
『鶴太郎のギャグハラスメント』（つるたろうのギャグハラスメント）は、一部フジテレビ系列局で放送されていたフジテレビ製作のバラエティ番組である。製作局のフジテレビでは1990年4月13日から同年9月21日まで、毎週金曜 19:00 - 19:30 （日本標準時）に放送。

## 概要
公開形式のコント番組で、片岡鶴太郎がメインを務めていた。「ギャグハラスメント」というタイトルは、1989年に新語・流行語大賞金賞を取ったセクシャルハラスメント（性的虐待）から取ったものである。
番組の代表的なコントに、「土井たか子が許しても、みのもんたは許しません!」が決め台詞の『美少女仮面ポワトリン』のパロディ「美少女仮面ツルトリン」や、鶴太郎の人間観察の特技を活かした「○○によくある風景」、その他にも「鶴形平次」、「つるえ35才」、「つるまる子ちゃん」などがある。番組後半には、CoCoのメンバーのイメージビデオと、彼女たちを輩出した乙女塾のメンバー募集告知が流されていた。

## 出演者
- 片岡鶴太郎
- B21スペシャル
- CoCo
- ribbon
- 花島優子
- 秋野太作
- キートン山田（つるまる子ちゃんのナレーション）
- ほか

## 放送局
ローカルセールス枠の番組であることから、一部の系列局では遅れネットで放送されていた。テレビ静岡と関西テレビでは深夜に放送されていた。